# Death Row
Death Row je desáté studiové album německé heavymetalové skupiny Accept. Vydáno bylo v říjnu roku 1994 a jeho producenty byli členové skupiny Accept. Jeho nahrávání probíhalo ve studiu Roxx Studios ve městě Pulheim. Jde o poslední album kapely, na němž se podílel bubeník Stefan Kaufmann. Ve dvou písních z alba hraje již Stefan Schwarzmann, který se následně stal členem skupiny.

## Seznam skladeb
1. „Death Row“ – 5:17
2. „Sodom & Gomorra“ – 6:28
3. „The Beast Inside“ – 5:57
4. „Dead on!“ – 4:52
5. „Guns 'R' Us“ – 4:41
6. „Like a Loaded Gun“ – 4:19
7. „What Else“ – 4:39
8. „Stone Evil“ – 5:22
9. „Bad Habits Die Hard“ – 4:41
10. „Prejudice“ – 4:14
11. „Bad Religion“ – 4:26
12. „Generation Clash II“ – 5:05
13. „Writing on the Wall“ – 4:25
14. „Drifting Apart“ – 3:03 (na některých verzích alba uvedeno jako „Drifting Away“)
15. „Pomp and Circumstance“ – 3:44

## Obsazení
- Udo Dirkschneider – zpěv
- Wolf Hoffmann – kytara
- Peter Baltes – baskytara
- Stefan Kaufmann – bicí
- Stefan Schwarzmann – bicí v „Bad Habits Die Hard“ a „Prejudice“